# Titularbistum Bethsaida
Das Bistum Bethsaida (italienisch diocesi di Betsaida, lateinisch Dioecesis Bethsaidensis) ist ein Titularbistum der römisch-katholischen Kirche. 
Es geht zurück auf einen untergegangenen Bischofssitz in der gleichnamigen antiken Stadt, die in der Römischen Provinz Palästina secunda nördlich des Sees Genezareth lag. Der Bischofssitz war der Kirchenprovinz Scythopolis zugeordnet.
| Titularbischöfe von Bethseida |                                                    |                                                           |                   |                   |
| Nr.                           | Name                                               | Amt                                                       | von               | bis               |
| 1                             | Giuseppe de Fusco                                  |                                                           | 7. Februar 1729   |                   |
| 2                             | Klemens August Maria von Merle                     | Weihbischof in Köln (Deutschland)                         | 24. Juli 1797     | 4. Januar 1810    |
| 3                             | Daniel Eliasz Ostrowski                            | Weihbischof in Gnesen (Polen)                             | 18. Dezember 1815 | 4. September 1831 |
| 4                             | Giuseppe Antonio Borghi OFMCap                     | Apostolischer Vikar in Tibet                              | 14. August 1838   | 5. November 1849  |
| 5                             | Raffaele Carbonelli                                | Beichtvater der königlichen Familie von Neapel (Italien)  | 20. Mai 1850      | 21. November 1865 |
| 6                             | Samuel Augustinus Scheehy OSB                      | Weihbischof in Sydney (Australien)                        | 23. November 1866 |                   |
| 7                             | António Aires de Gouveia (António Ayres de Gouvea) |                                                           | 6. November 1884  | 14. November 1904 |
| 8                             | Antônio Xisto Albano                               | emeritierter Bischof von São Luís do Maranhão (Brasilien) | 14. Dezember 1905 | 22. Februar 1917  |
| 9                             | Karel Boromejský Kašpar                            | Weihbischof in Königgrätz (Tschechien)                    | 8. März 1920      | 13. Juni 1921     |